# گمینا زاواده
گمینا زاواده (به لهستانی:  Gmina Zawady) یک گمینا در لهستان است که در شهرستان بیاوستوک واقع شده‌است. گمینا زاواده ۱۱۲٫۶۷ کیلومتر مربع مساحت و ۳٬۰۱۴ نفر جمعیت دارد.